# Ted Raimi
Theodore Raimi (Detroit, 14 dicembre 1965) è un attore, regista, sceneggiatore e comico statunitense.

## Biografia

### Gli inizi
Ted è il minore dei fratelli Sam Raimi e Ivan Raimi. Ted è nato a Detroit in Michigan da Leonard Ronald Raimi, proprietario di un negozio di arredamenti, e da Celia Barbara Abrams, titolare di un negozio di biancheria intima. Quando era giovane, Bruce Campbell è stato il suo babysitter. Studiò alla University of Michigan, alla New York University e infine alla University of Detroit prima della laurea. Ha iniziato a recitare nei film girati in Super 8 dal fratello Sam.
Raimi ha avuto anche un piccolo cameo nel film di John Woo Hard Target - Senza Tregua con protagonista Jean-Claude Van Damme.

### Carriera
I suoi ruoli più importanti comprendono molti film di suo fratello Sam, inclusi La casa, La casa 2, L'armata delle tenebre, Darkman, la saga di Spider-Man, Il grande e potente Oz e nel film horror The Grudge.
Per lui partecipazioni anche nella serie televisiva Xena - Principessa guerriera, nei panni di Corilo, in Ash vs Evil Dead, nei panni di Chet Kaminski e nell'ottavo episodio della quarta stagione di Supernatural.
È apparso negli episodi La taglia e Fame della serie televisiva La spada della verità e Variazioni e Relazioni della serie televisiva I segreti di Twin Peaks.

## Filmografia parziale

### Cinema
- It's Murder!, regia di Sam Raimi (1977)
- La casa (The Evil Dead), regia di Sam Raimi (1981)
- I due criminali più pazzi del mondo (Crimewave), regia di Sam Raimi (1985)
- La casa 2 (Evil Dead II), regia di Sam Raimi (1987)
- Terrore senza volto - L'intruso (Intruder), regia di Scott Spiegel (1989)
- Sotto shock (Shocker), regia di Wes Craven (1989)
- Darkman, regia di Sam Raimi (1990)
- Svitati (Lunatics: A Love Story), regia di Josh Becker (1991)
- Candyman - Terrore dietro lo specchio (Candyman), regia di Bernard Rose (1992)
- L'armata delle tenebre (Army of Darkness), regia di Sam Raimi (1993)
- Nata ieri (Born Yesterday), regia di Luis Mandoki (1993)
- Senza tregua (Hard Target), regia di John Woo (1993)
- Sotto il segno del pericolo (Clear and Present Danger), regia di Phillip Noyce (1994)
- Wishmaster - Il signore dei desideri (Wishmaster), regia di Robert Kurtzman (1997)
- Gioco d'amore (For Love of the Game), regia di Sam Raimi (1999)
- Spider-Man, regia di Sam Raimi (2002)
- Spider-Man 2, regia di Sam Raimi (2004)
- The Grudge, regia di Takashi Shimizu (2004)
- Illusion, regia di Michael A. Goorjian (2004)
- Spider-Man 3, regia di Sam Raimi (2007)
- My Name Is Bruce, regia di Bruce Campbell (2007)
- Prossima fermata: L'inferno (The Midnight Meat Train), regia di Ryūhei Kitamura (2008)
- Drag Me to Hell, regia di Sam Raimi (2009)
- Il grande e potente Oz (Oz: The Great and Powerful), regia di Sam Raimi (2013)
- Il mistero del gatto trafitto (Murder of a Cat), regia di Gillian Greene (2014)

### Televisione
- I segreti di Twin Peaks (Twin Peaks) - serie TV, 2 episodi (1991)
- SeaQuest DSV – serie TV, 54 episodi (1993-1996)
- Xena - Principessa guerriera (Xena: Warrior Princess) – serie TV, 42 episodi (1996-2001)
- Hercules (Hercules: The Legendary Journeys) – serie TV, episodi 3x14-4x05-4x15 (1997-1998)
- Odyssey 5 - serie TV, episodio 1x13 (2002)
- CSI: NY - serie TV, episodio 1x16 (2005)
- Supernatural – serie TV, episodio 4x08 (2008)
- La spada della verità (Legend of the Seeker) – serie TV, episodi 1x04-2x12 (2008-2010)
- Ash vs Evil Dead - serie TV, 6 episodi (2016)

### Videogiochi
- The Quarry (2022)

## Doppiatori italiani
Nelle versioni in italiano delle opere in cui ha recitato, Ted Raimi è stato doppiato da:
- Pino Ammendola in Xena - Principessa guerriera, Hercules
- Antonello Noschese in Spider Man, Spider Man 2
- Edoardo Nevola ne I segreti di Twin Peaks
- Massimo De Ambrosis in The Grudge
- Riccardo Scarafoni in CSI: NY
- Enrico Pallini in Spider Man 3
- Alberto Caneva in Darkman
- Oreste Baldini in Supernatural
- Gabriele Calindri in The Quarry
- Andrea Lavagnino in Ash vs Evil Dead